# Кокарс, Гидо
Гидо Кокарс (латыш. Gido Kokars; 16 августа 1921, Гулбене, Латвия — 10 марта 2017, Рига, Латвия) — советский и латвийский хоровой дирижёр, брат-близнец хорового дирижёра Иманта Кокарса. Руководитель, дирижёр и основатель хора Ave Sol. Народный артист Латвийской ССР (1977).

## Биография
В 1956 г. окончил Латвийскую консерваторию.
С 1951-го по 1962 г. — художественный руководитель и главный дирижёр народного хора «Дайна», с 1964 по 1990 г. — хора «Дайле». Главный режиссёр и художественный руководитель многих латвийских музыкальных мероприятий. С 1969 г. на протяжении многих лет работал с камерным хором «Avė sol». 
С 1961 года преподавал в Латвийской консерватории, с 1983 г. — профессор. Брат хорового дирижёра, народного артиста СССР, Иманта Кокарса. 
Дирижировал хорами на Латвийских певческих праздниках.

## Награды и звания
- Заслуженный деятель искусств Латвийской ССР (1967)
- Народный артист Латвийской ССР (1977)
- Офицер ордена Трёх звёзд (1996)
- Почётная грамота Кабинета Министров Латвии (2006)[1]
- Крест Признания II степени (2008)
- Большой Музыкальный приз

## Отзывы
«Близнецы Кокарсы, которые пробудили поющий латышский народ, распрямив его согбенную спину и показав нам самим, сколь мы сильны, когда поём. Два бесстрашных гулбенских мальчишки, которые подняли латышскую хоровую традицию, как выброшенный на берег кусочек янтаря, придав ему блеск неповторимости, превратив в узнаваемый в мире яркий, золотоносный символ». Лайма Муктупавела, Brālibrāli. Balsu burvji brāļi Kokari «БратьяБратья. Волшебники голоса братья Кокарсы».

## Семья
Брат-близнец — хоровой дирижёр Имант Кокарс.
Дочь — Майя Кокаре, доктор педагогики, директор Рижской Английской гимназии и доцент кафедры педагогики Латвийской музыкальной академии.

## Память
14 августа 2021 года на Большой эстраде Межапарка отпраздновали столетие братьев-дирижёров, а во внутренних помещениях эстрады открыли бронзовый барельеф в честь Кокарсов, изготовленный скульптором Ольгой Шиловой.